# Kajakarstwo na Letnich Igrzyskach Olimpijskich 1956 – K-2 1000 m mężczyźni
Zawody w kajakarstwie klasycznym (K2) na dystansie 1000 m mężczyzn na Letnich Igrzyskach Olimpijskich 1956 zostały rozegrane 1 grudnia 1956 r. W zawodach wzięło udział 30 zawodników z 15 państw. Zawody składały się  z eliminacji i finału.

## Rezultaty

### Eliminacje
Wyścig 1
| Poz. | Zawodnicy                           | Reprezentacja  | Czas   | Uwagi |
| ---- | ----------------------------------- | -------------- | ------ | ----- |
| 1.   | Mihhail Kaaleste Anatolij Diemitkow | ZSRR           | 3:55,1 | Q     |
| 2.   | Max Raub Herbert Wiedermann         | Austria        | 3:57,2 | Q     |
| 3.   | Miroslav Jemelka Rudolf Klabouch    | Czechosłowacja | 3:58,3 | Q     |
| 4.   | Carl-Åke Ljung Ragnar Heurlin       | Szwecja        | 4:00,0 |       |
| 5.   | Imre Vagyóczki Zoltán Szigeti       | Węgry          | 4:00,3 |       |

Wyścig 2
| Poz. | Zawodnicy                           | Reprezentacja     | Czas   | Uwagi |
| ---- | ----------------------------------- | ----------------- | ------ | ----- |
| 1.   | Michel Scheuer Meinrad Miltenberger | Niemcy            | 3:56,4 | Q     |
| 2.   | Mircea Anastasescu Stavru Teodorov  | Rumunia           | 3:59,1 | Q     |
| 3.   | Brian Bullivant Raymond Blick       | Wielka Brytania   | 4:01,6 | Q     |
| 4.   | Ryszard Skwarski Jerzy Górski       | Polska            | 4:12,6 |       |
| 5.   | Russell Dermond John Pagkos         | Stany Zjednoczone | 4:22,7 |       |

Wyścig 3
| Poz. | Zawodnicy                              | Reprezentacja | Czas   | Uwagi |
| ---- | -------------------------------------- | ------------- | ------ | ----- |
| 1.   | Walter Brown Dennis Green              | Australia     | 4:03,0 | Q     |
| 2.   | Henri Verbrugghe Germain van der Moere | Belgia        | 4:04,7 | Q     |
| 3.   | Maurice Graffen Michel Meyer           | Francja       | 4:09,7 | Q     |
| 4.   | Robert Smith Leslie Melia              | Kanada        | 4:27,8 |       |
| 5.   | Pentti Raaskoski Juhani Helenius       | Finlandia     | DQ     |       |

### Finał
| Poz. | Zawodnik                               | Reprezentacja   | Czas   |
| ---- | -------------------------------------- | --------------- | ------ |
| 1.   | Michel Scheuer Meinrad Miltenberger    | Niemcy          | 3:49.6 |
| 2.   | Mihhail Kaaleste Anatoli Diemitkow     | ZSRR            | 3:51.4 |
| 3.   | Max Raub Herbert Wiedermann            | Austria         | 3:55.8 |
| 4.   | Mircea Anastasescu Stavru Teodorov     | Rumunia         | 3:56,1 |
| 5.   | Maurice Graffen Michel Meyer           | Francja         | 3:58,3 |
| 6.   | Henri Verbrugghe Germain van der Moere | Belgia          | 3:58,7 |
| 7.   | Walter Brown Dennis Green              | Australia       | 3:59,1 |
| 8.   | Miroslav Jemelka Rudolf Klabouch       | Czechosłowacja  | 4:01,4 |
| 9.   | Brian Bullivant Raymond Blick          | Wielka Brytania | 4:05,9 |